# Харін Сергій Анатолійович
Сергій Анатолійович Харін (рос. Сергей Анатольевич Харин; 20 лютого 1963, Москва, СРСР) — радянський хокеїст, що грав на позиції правого нападника.

## Ігрова кар'єра
Вихованець спортивної школи клубу «Крила Рад» (Москва). За основний склад виступав з сезону 1979/1980. Тричі обирався до списку найкращих радянських хокеїстів сезону (1986, 1987, 1988). Володар Кубка ліги 1989 року (у фіналі — перемога над московським «Динамо»). Бронзовий медаліст першості СРСР 1989 року. Всього у вищій лізі провів 366 ігор (101+71). Учасник Кубка Шпенглера 1987 і 1988 років. На першому турнірі став кращим бомбардиром і був обраний до символічної збірної. У сезоні 1989/1990 грав проти професіоналів з «Нью-Йорк Айлендерс», «Гартфорд Вейлерс», «Квебек Нордікс», «Нью-Йорк Рейнджерс» і «Монреаль Канадієнс»
У складі юнацької збірної СРСР став чемпіоном Європи 1981 року, а з молодіжною командою — переможцем світової першості-1983. За національну збірну дебютував 29 квітня 1986 року проти команди Чехословаччини. Товариська гра у Празі завершилася перемогою гостей з рахунком 2:1 (Харін , Макаров). У грудні 1986 став переможцем традиційного міжнародного турніру на приз газети «Известия» і учасником передолімпійського турніру під назвою Кубок Калгарі. Всього за збірну Радянського Союзу — 15 матчів (3 голи).
1989 року був обраний на драфті НХЛ під 240-м загальним номером командою «Вінніпег Джетс». Наступного року поїхав до Північної Америки. Став першим радянським гравцем клубу з Вінніпега, але закріпитися в Національній хокейній лізі не вдалося (всього провів сім матчів). Три сезони відіграв у Американській хокейній лізі. Також грав за команди Хокейної ліги Східного узбережжя, Інтернаціональної хокейної ліги, Колоніальної хокейної ліги і Об'єднаної хокейної ліги. Завершив ігрову кар'єру у 2001 році.

## Досягнення
- Чемпіон Європи серед юніорів (1): 1981
- Чемпіон світу серед молоді (1): 1983
- Володар кубка ліги (1): 1989
- Бронзовий призер чемпіонату СРСР (1): 1989
- Чемпіон Об'єднаної хокейної ліги (1): 1999

## Статистика
Статистика виступів у чемпіонаті СРСР:
| Сезон               | Клуб                | Ліга                | Регулярний сезон | Регулярний сезон | Регулярний сезон | Регулярний сезон | Регулярний сезон | Перехідний турнір | Перехідний турнір | Перехідний турнір | Перехідний турнір | Перехідний турнір |
| Сезон               | Клуб                | Ліга                | І                | Г                | П                | О                | ШХ               | І                 | Г                 | П                 | О                 | ШХ                |
| ------------------- | ------------------- | ------------------- | ---------------- | ---------------- | ---------------- | ---------------- | ---------------- | ----------------- | ----------------- | ----------------- | ----------------- | ----------------- |
| 1979-1980           | «Крила Рад»         | вища                | 2                | 0                | 0                | 0                | 0                |                   |                   |                   |                   |                   |
| 1980-1981           | «Крила Рад»         | вища                | 0                | 0                | 0                | 0                | 0                | 9                 | 3                 | 4                 | 7                 | 5                 |
| 1981-1982           | «Крила Рад»         | вища                | 0                | 4                | 3                | 7                | 0                | 14                | 6                 | 1                 | 7                 | 8                 |
| 1982-1983           | «Крила Рад»         | вища                | 49               | 5                | 5                | 10               | 20               |                   |                   |                   |                   |                   |
| 1983-1984           | «Крила Рад»         | вища                | 33               | 5                | 3                | 8                | 18               |                   |                   |                   |                   |                   |
| 1984-1985           | «Крила Рад»         | вища                | 34               | 12               | 8                | 20               | 6                | 28                | 9                 |                   |                   |                   |
| 1985-1986           | «Крила Рад»         | вища                | 38               | 15               | 14               | 29               | 19               |                   |                   |                   |                   |                   |
| 1986-1987           | «Крила Рад»         | вища                | 40               | 16               | 11               | 27               | 14               |                   |                   |                   |                   |                   |
| 1987-1988           | «Крила Рад»         | вища                | 44               | 17               | 13               | 30               | 20               |                   |                   |                   |                   |                   |
| 1988-1989           | «Крила Рад»         | вища                | 44               | 15               | 9                | 24               | 14               |                   |                   |                   |                   |                   |
| 1989-1990           | «Крила Рад»         | вища                | 47               | 12               | 5                | 17               | 28               |                   |                   |                   |                   |                   |
| Всього у вищій лізі | Всього у вищій лізі | Всього у вищій лізі | 366              | 101              | 71               | 172              | 149              | 51                | 18                | 5                 | 23                | 13                |

Інші турніри:
| Сезон   | Клуб        | Турнір     | І   | Г | П | О | ШХ |
| ------- | ----------- | ---------- | --- | - | - | - | -- |
| 1986-88 | «Крила Рад» | КС         | 1-2 | 0 |   |   |    |
| 1988-89 | «Крила Рад» | КЛ         | 6   | 2 | 3 | 5 | 0  |
| 1989-90 | «Крила Рад» | суперсерія | 5   | 0 | 2 | 2 |    |

Статистика виступів у північноамериканських хокейних лігах:
| Сезон        | Клуб                     | Ліга         | Регулярний сезон | Регулярний сезон | Регулярний сезон | Регулярний сезон | Регулярний сезон | Плей-оф | Плей-оф | Плей-оф | Плей-оф | Плей-оф |
| Сезон        | Клуб                     | Ліга         | І                | Г                | П                | О                | ШХ               | І       | Г       | П       | О       | ШХ      |
| ------------ | ------------------------ | ------------ | ---------------- | ---------------- | ---------------- | ---------------- | ---------------- | ------- | ------- | ------- | ------- | ------- |
| 1990–1991    | «Вінніпег Джетс»         | НХЛ          | 7                | 2                | 3                | 5                | 2                | --      | --      | --      | --      | --      |
|              | «Монктон Гоукс»          | АХЛ          | 66               | 22               | 18               | 40               | 38               | 5       | 1       | 0       | 1       | 2       |
| 1991–1992    | «Галіфакс Цитадельс»     | АХЛ          | 40               | 10               | 12               | 22               | 15               | --      | --      | --      | --      | --      |
| 1992–1993    | «Бірмінгем Буллз»        | ХЛСУ         | 2                | 0                | 3                | 3                | 0                | --      | --      | --      | --      | --      |
|              | «Цинциннаті Циклонс»     | ІХЛ          | 60               | 13               | 18               | 31               | 25               | --      | --      | --      | --      | --      |
| 1993–1994    | «Дейтон Бомберс»         | ХЛСУ         | 59               | 30               | 59               | 89               | 56               | 3       | 2       | 0       | 2       | 4       |
| 1994–1995    | «Цинциннаті Циклонс»     | ІХЛ          | 56               | 14               | 29               | 43               | 24               | 1       | 0       | 0       | 0       | 0       |
| 1995–1996    | «Дейтон Бомберс»         | ХЛСУ         | 25               | 7                | 9                | 16               | 25               | --      | --      | --      | --      | --      |
|              | «Вустер Айс-Кетс»        | АХЛ          | 28               | 7                | 12               | 19               | 10               | 3       | 1       | 1       | 2       | 2       |
| Всього в АХЛ | Всього в АХЛ             | Всього в АХЛ | 134              | 39               | 42               | 81               | 63               | 8       | 2       | 1       | 3       | 4       |
| 1996-1997    | «Порт-Гурон Бордер Кетс» | КХЛ          | 49               | 20               | 24               | 44               | 20               | --      | --      | --      | --      | --      |
|              | «Маскігон Фьюрі»         | КХЛ          | 19               | 12               | 16               | 28               | 12               | 3       | 0       | 2       | 2       | 0       |
| 1997-1998    | «Маскігон Фьюрі»         | ОХЛ          | 74               | 36               | 86               | 122              | 38               | 11      | 4       | 15      | 19      | 0       |
| 1998-1999    | «Маскігон Фьюрі»         | ОХЛ          | 70               | 37               | 63               | 100              | 77               | 18      | 7       | 17      | 24      | 10      |
| 1999-2000    | «Маскігон Фьюрі»         | ОХЛ          | 59               | 11               | 50               | 61               | 13               | --      | --      | --      | --      | --      |
| 2000-2001    | «Маскігон Фьюрі»         | ОХЛ          | 66               | 8                | 30               | 38               | 46               | 4       | 1       | 0       | 1       | 0       |
| Всього в НХЛ | Всього в НХЛ             | Всього в НХЛ | 7                | 2                | 3                | 5                | 2                | 0       | 0       | 0       | 0       | 0       |

У складі юнацької і молодіжної команд:
| Рік  | Команда    | Турнір | Місце |   | І | Г | П  | О | ШХ |
| ---- | ---------- | ------ | ----- | - | - | - | -- | - | -- |
| 1981 | СРСР (U18) | ЮЧЄ    |       | 5 | 6 | 6 | 12 | 2 |    |
| 1983 | СРСР (U20) | МЧС    |       | 7 | 8 | 2 | 10 | 2 |    |

| Сезон   | Команда | Турнір | Місце |   | І | Г | П | О | ШХ |
| ------- | ------- | ------ | ----- | - | - | - | - | - | -- |
| 1985-86 | СРСР    | ТМ     | —     | 2 | 1 |   |   |   |    |
| 1986-87 | СРСР    | ПІ     |       | 4 | 1 | 1 | 2 | 0 |    |
|         | СРСР    | КК     |       | 1 | 0 | 0 | 0 | 0 |    |
|         | СРСР    | ТМ     | —     | 3 | 0 |   |   |   |    |
| 1987-88 | СРСР    | ТМ     | —     | 5 | 1 |   |   |   |    |